# Station Nakkerud
Station Nakkerud is een station in  Nakkerud in de gemeente Ringerike  in  Noorwegen. Het station ligt aan Randsfjordbanen en is geopend in 1874. Hoewel er geen treinen meer stoppen is het officieel nog niet gesloten.